# Haydeeïta
La haydeeïta és un mineral de la classe dels halurs, que pertany al grup de l'atacamita. Rep el seu nom per la mina Haydee, a Xile, la seva localitat tipus.

## Característiques
La haydeeïta és un halur de fórmula química Cu₃Mg(OH)₆Cl₂. Va ser aprovada com a espècie vàlida per l'Associació Mineralògica Internacional l'any 2006. Cristal·litza en el sistema trigonal. La seva duresa a l'escala de Mohs és 2. És l'anàleg amb magnesi de la kapellasita.
Segons la classificació de Nickel-Strunz, la haydeeïta pertany a «03.DA: Oxihalurs, hidroxihalurs i halurs amb doble enllaç, amb Cu, etc., sense Pb» juntament amb els següents minerals: atacamita, melanotal·lita, botallackita, clinoatacamita, hibbingita, kempita, paratacamita, belloïta, herbertsmithita, kapellasita, gillardita, anatacamita, claringbul·lita, barlowita, simonkol·leïta, buttgenbachita, connel·lita, abhurita, ponomarevita, anthonyita, calumetita, khaidarkanita, bobkingita, avdoninita i droninoïta.

## Formació i jaciments
Va ser descoberta a la mina Haydee, a Salar Grande, a la província de El Tamarugal (Regió de Tarapacá, Xile). També ha estat descrita a altres dues localitats xilenes: a la mina Santo Domingo, al districte de Caleta Vítor; i a Cuya, a Los Camarones; totes dues localitats a la regió d'Arica i Parinacota. No ha estat descrita en cap altre indret més.